# Recht aan toonder
Het recht aan toonder behelst een recht op een vordering. 
De vordering is belichaamd in een toonderpapier. De debiteur (de schuldenaar) maakt een papier op dat de strekking heeft dat de toonder van het papier recht geeft op voldoening van de vordering. De toonder legitimeert zich door middel van het papier en kan hiermee zijn recht op de vordering uitoefenen.
Een recht aan toonder valt onder het vermogensrecht zoals dit in Nederland in Boek 3 van het Burgerlijk Wetboek is geregeld.

## Overdracht
Volgens art. 3:93 jo. 3:84 BW zijn er voor de overdracht van een recht aan toonder de volgende voorwaarden:
- beschikkingsbevoegdheid van de vervreemder, degene die een vordering "weggeeft"
- een geldige titel, bijvoorbeeld een koopovereenkomst
- levering

De levering geschiedt:
- door aan de verkrijger het bezit te verschaffen of
- door de macht over de zaak te verschaffen, onder opschortende voorwaarde of
- onder eigendomsvoorbehoud waarbij de vervreemder eigenaar blijft maar de verkrijger de macht over de zaak verkrijgt of
- door middel van cessie

## Voorbeelden
- Cheque, persoon A heeft een cheque ontvangen van persoon B, de debiteur (degene van wiens rekening het geld afgeschreven moet worden),  A kan met deze cheque geld eisen van B. De vordering wordt vertegenwoordigd door de cheque.
- Vroeger kon een aandeelbewijs van een naamloze vennootschap een recht aan toonder zijn. Sinds 1 juli 2019, met de ingang van de Wet omzetting aandelen aan toonder is dit niet meer mogelijk. Alle aandelen van naamloze vennootschappen moeten op naam worden gesteld.[1][2]
- Obligatie.